# امیرحسین حاتمی
امیرحسین حاتمی یک زندانی در زندان فشافویه بود که به طرز مشکوکی در زندان کشته شد. این اتفاق از لحاظ زمانی بسیار نزدیک به کشته شدن شاهین ناصری در همان زندان بود که باعث شد در رسانه‌ها با عنوان «دومین مرگ مشکوک فشافویه» شناخته شود.

## زندگی‌نامه
امیرحسین حاتمی که به نقل از خبرگزاری‌ها در در هنگام مرگ ۲۲ یا ۲۳ سال داشت، در یکی از بازارهای تهران مشغول کار بوده و چند روز پیش از مرگ، به علت درگیری با یک شهروند دیگر توسط نیروی انتظامی تهران بازداشت شده بود. شبکه حقوق بشر کردستان در توضیح چگونگی بازداشت او به نقل از یکی از بستگانش نوشته‌است: «حدود ۱۰ روز پیش پیش امیرحسین حاتمی برای پیگیری نامه ترخیص ماشین پدرش به یکی از کلانتری‌های تهران مراجعه کرده بود اما به دلیل داشتن یک پرونده کیفری پرداخت دیه بازداشت و به زندان تهران بزرگ منتقل شد.» رستمی سه‌شنبه شب ۳۰ شهریور در یک تماس کوتاه تلفنی با پدرش در حالی که توان صحبت کردن نداشته، از ضرب و شتم خود توسط مأموران زندان خبر داد و و اعلام کرد قرار است او را به بیمارستان انتقال دهند. بر اساس آنچه سایت حقوق بشر کردستان به نقل از نزدیکان آقای حاتمی منتشر کرده، یک روز پس از این تماس او جان باخته‌است.
به دنبال این اتفاق روابط عمومی اداره کل زندان‌های استان تهران اعلام کرد که کمیته‌ای برای بررسی موضوع مرگ امیرحسین حاتمی تشکیل داده‌است.